# Simutrans

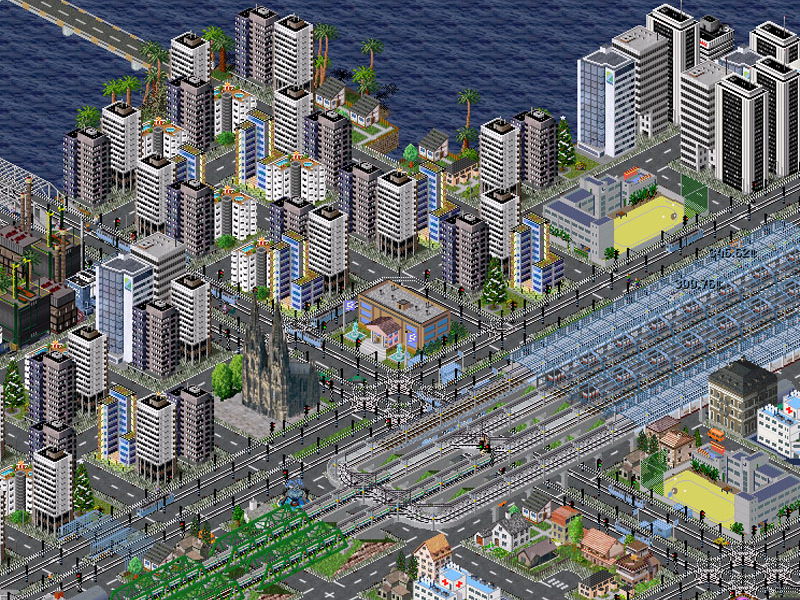
Zrzut ekranu gry

Simutrans – komputerowa gra ekonomiczna dostępna na różne platformy m.in.: Windows, Linux, Mac OS X (tylko na platformę Intel), BeOS, AmigaOS 4. Pierwotnie stworzona przez Niemca Hansjörga "Hajo" Malthanera, obecnie rozwijana przez grupę, którą kieruje Markus "Prissi" Pristovsek. Jest to symulator rozwoju sieci transportowej, połączony z rozwojem przedsiębiorstw (elementy gry Transport Tycoon, Chris Sawyer’s Locomotion i Transport Giant). Gra została wydana 6 marca 1999 roku i jest dostępna na licencji GNU GPL.
Celem gry jest budowa dochodowych połączeń drogowych, kolejowych (w tym tramwajów i kolei jednoszynowych), lotniczych i morskich. Pojazdy, które kupujemy, służą do transportu pasażerów, poczty oraz rozmaitych towarów podzielonych na typy (np.: węgla z kopalni do elektrowni – towar sypki, ryb ze stawu hodowlanego do restauracji – towar chłodniczy). Na bieżąco możemy śledzić, które linie i pojazdy są dochodowe, a które przynoszą straty. Dzięki temu możemy wprowadzać odpowiednie zmiany. W podobny sposób możemy obserwować czy przystanki (stacje, ładownie, porty, lotniska bądź ich połączone kompleksy) nie są przepełnione i odpowiednio reagować, np. wprowadzając nowy pojazd obsługujący przepełniony przystanek bądź zwiększając ilość miejsca w poczekalniach czy magazynach.
W odróżnieniu od Transport Tycoon czy Chris Sawyer’s Locomotion pasażerowie, poczta i towary mają zdefiniowane docelowe punkty podróży, mogą również wielokrotnie przesiadać się bądź być przeładowywane w ramach środków transportu będących w dyspozycji gracza. Dużym atutem gry są spore możliwości konfiguracyjne, wiele wersji językowych do wyboru (w tym polska) oraz prostota obsługi. Istnieje kilka wersji gry, z których największe to Pak64 (oryginalna) oraz Pak128 (istniejąca od listopada 2004). Określają one wielkość obrazków przedstawiających pojedynczy fragment mapy, budynku, itd. Różnią się też rodzajami i typami obiektów (pojazdów, budynków) umieszczonych w grze.